# 財源
| ウィキペディアには「財源」という見出しの百科事典記事はありません（タイトルに「財源」を含むページの一覧/「財源」で始まるページの一覧）。 代わりにウィクショナリーのページ「財源」が役に立つかもしれません。 |